# Vies
Pour les articles homonymes, voir vie (homonymie).
Pour plus de détails, voir Fiche technique et Distribution.
Vies est un documentaire français réalisé par Alain Cavalier, sorti en 2000.

## Synopsis
Alain Cavalier filme quatre amis : Yves Pouliquen, un chirurgien spécialiste des yeux qui fait sa dernière opération à l’Hôtel Dieu ; Jean-Louis Faure, sculpteur qui prépare une exposition d’œuvres insolites ; Michel Labelle, boucher qui partage sa vie professionnelle entre abattoirs et places de marché ; Françoise Widhoff, assistante d'Orson Welles pendant deux ans.

## Fiche technique
- Titre français : Vies
- Réalisation : Alain Cavalier
- Scénario : Alain Cavalier
- Pays d'origine :  France
- Format : couleurs - 35 mm - 1,66:1 - DTS
- Genre : documentaire
- Durée : 87 minutes
- Date de sortie : 2000

## Distribution
- Alain Cavalier : lui-même (voix)
- Jean-Louis Faure : lui-même
- Michel Labelle : lui-même
- Yves Pouliquen : lui-même
- Françoise Widhoff : elle-même (voix)